# 580-ті
Раннє Середньовіччя. Триває чума Юстиніана. У Східній Римській імперії завершилося правління Тиберія II, розпочалося правління Маврикія. Лангобарди частково окупували Італію і утворили в ній Лангобардське королівство. Франкське королівство розділене між спадкоємцями  Хлотара I.  Іберію  займає Вестготське королівство.  В Англії розпочався період гептархії. Авари та слов'яни утвердилися на Балканах.
У Китаї завершився період Північних та Південних династій. Династія Чень, що правила на  півдні, знищена, і весь Китай об'єднала династія Суй. Індія роздроблена. В Японії триває період Ямато. У Персії править династія Сассанідів. Степову зону Азії та Східної Європи контролює Тюркський каганат, розділений на Східний та Західний.
На території лісостепової України в VI столітті виділяють пеньківську й празьку археологічні культури. VI століття стало початком швидкого розселення слов'ян. У Північному Причорномор'ї співіснують різні кочові племена, зокрема кутригури, утигури, сармати, булгари, алани, авари, тюрки.

## Події

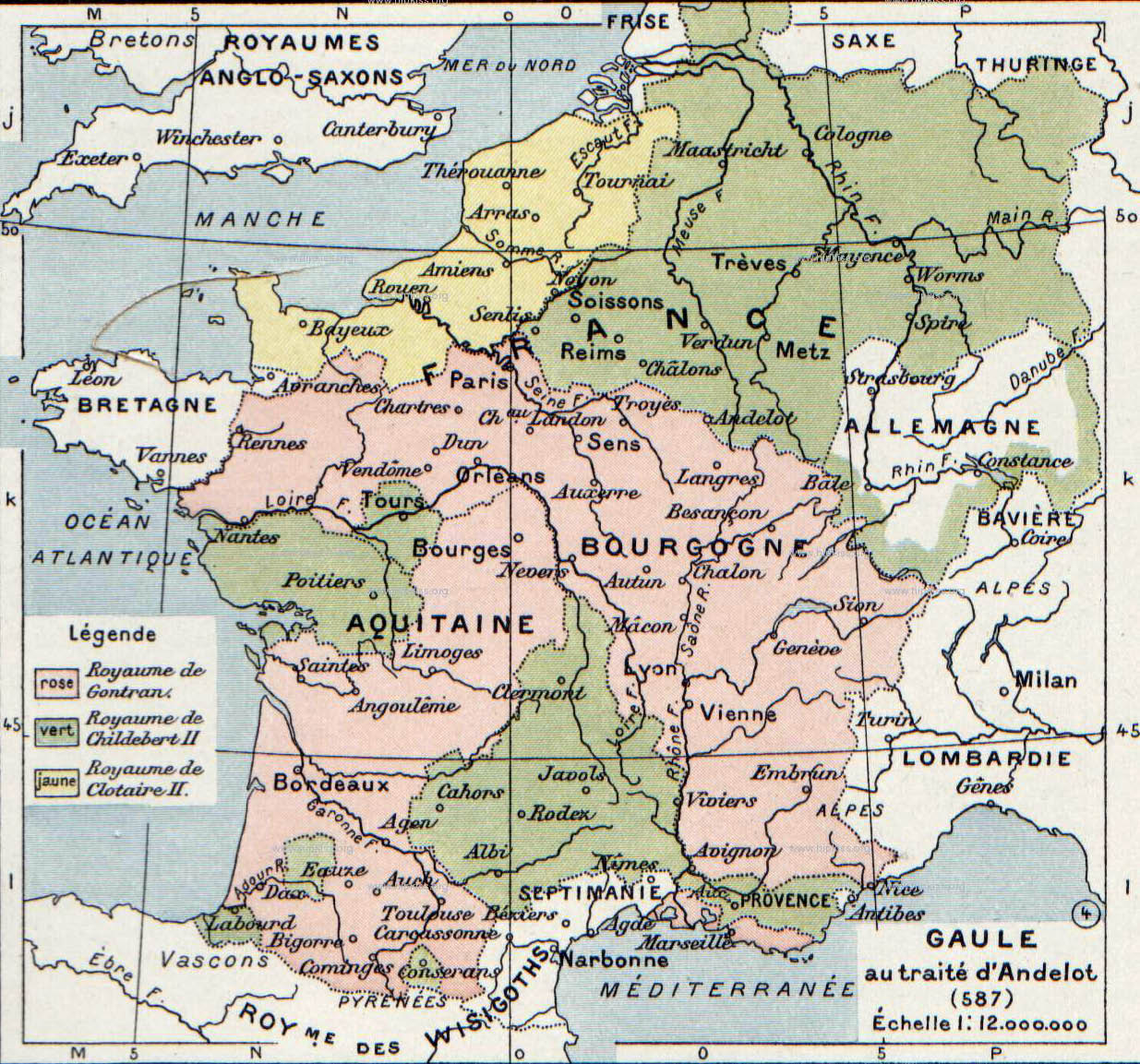
Поділ Галлії на 587 рік

- 582 року помер візантійський імператор Тиберій II Констянтин, новим імператором став Маврикій. Більшу частину десятиліття Візантія вела війну з персами. Вона зберегла за собою деякі землі в Італії, де їй довелося відстоювати їх у боротьбі з лангобардами. З Балкан на Візантію нападали авари й слов'яни.
- У Персії майже все десятиліття правив шах Ормізд IV, але 590 року його скинув Хосров II Парвіз, від якого владу на нетривалий відтинок часу відібрав полководець Баграм Чобін. Перси вели війну не тільки з Візантією на заході, а й Тюркським каганатом у Середній Азії.
- 582 року лангобарди в Італії обрали короля Автарія, який помер 590 року, і його змінив Агілульф. Лангобарди контролювали тільки частину території Італії, інша частина клаптиками належала Візантійській імперії. Візантійці намагалися розширити свої володіння і використати для цього франків, які здійснили похід в Італію, але вдовольнилися даниною від лангобардів. Лангобарди прийняли аріанську версію християнства.
- Франкське королівство було розділене на частини між правителями з Меровінгів. Вони боролися між собою за землі, не гребували вбивствами. Попри боротьбу й інтриги королівство залишалося міцним, відбило напади аварів й успішно воювало з вестготами.
- Вестготське королівство ліквідувало королівство свевів на північному заході Піренейського півострова. Значною зміною було те, що вестготи за короля Рекареда відмовилися від аріанства й прийняли католицизм.
- Тюркський каганат розпавсяа на дві частини.
- 589 року династія Суй об'єднала Китай під єдиним правлінням.
- У Японії прихильники буддизму рід Соґа перемогли у війні з родом Мононобе.
- Слов'яни окупували Балкани разом із аварами.